# Ernestinská vévodství

Znak Ernestinských

Jako ernestinská (německy Ernestinische Herzogtümer) nebo saská vévodství (Sächsische Herzogtümer) je označován proměnlivý počet malých vévodství na území současného Durynska a Horních Franků. Jedná se o pozůstalost po Arnoštu Saském (1441–1486, německy Ernst von Sachsen, odtud název „ernestinská“).

## Historie
Roku 1485 si bratři Arnošt (Ernst) a Albrecht rozdělili mezi sebe rodové území Wettinů, čímž se rod rozdělil do dvou větví – arnoštské (ernestinské), která se usídlila v Lutherstadt Wittenbergu a spravovala většinu území na západě držav Wettinů (Durynsko), a albrechtinské, která spravovala východní část a sídlila v Drážďanech (Míšeňsko).
Po skončení šmalkaldské války roku 1547 ztratila ernestinská větev Wettinů svoje pozice v Sasku-Wittenbersku a kurfiřtský hlas. V otázce dědictví Ernestinští neuznávali až do 18. století primogenituru, proto byla jejich území fragmentována a dělena mezi mužské potomky předchozího vládce. Takto v jednom čase existovalo až 10 oddělených vévodství, pro která se používá název „saská“ či „ernestinská vévodství“. Společně se čtyřmi durynskými hrabstvími rodů Reussů a Schwarzburgů představovaly nejmenší státy tvořící Severoněmecký spolek. Ten byl založen roku 1867, z ernestinských vévodství v té době existovaly Sasko-výmarsko-eisenašské (jako velkovévodství), Sasko-altenburské, Sasko-kobursko-gothajské a Sasko-meiningenské.

## Přehled vévodství
| Sasko-Altenbursko           | od 1603 do 1672 a od 1826 do 1918                  |
| Sasko-Kobursko              | od 1596 do 1633 a od 1681 do 1699                  |
| Sasko-Kobursko-Eisenašsko   | od 1572 do 1596                                    |
| Sasko-Kobursko-Saalfeld     | od 1735 do 1826                                    |
| Sasko-Eisenberg             | od 1680 do 1707                                    |
| Sasko-Kobursko-Gothajsko    | od 1826 do 1918                                    |
| Sasko-Eisenašsko            | od 1596 do 1638, od 1640 do 1644 a od 1662 do 1741 |
| Sasko-Gothajsko             | od 1640 do 1680                                    |
| Sasko-Gothajsko-Altenbursko | od 1681 do 1826                                    |
| Sasko-Hildburghausen        | od 1680 do 1826                                    |
| Sasko-Jena                  | od 1672 do 1690                                    |
| Sasko-Meiningensko          | od 1680 do 1918                                    |
| Sasko-Römhild               | od 1680 do 1710                                    |
| Sasko-Saalfeld              | od 1680 do 1735                                    |
| Sasko-Výmarsko              | od 1572 do 1741                                    |
| Sasko-Výmarsko-Eisenašsko   | od 1741 do 1918                                    |

## Mapy
Ernestinská vévodství po roce 1826:

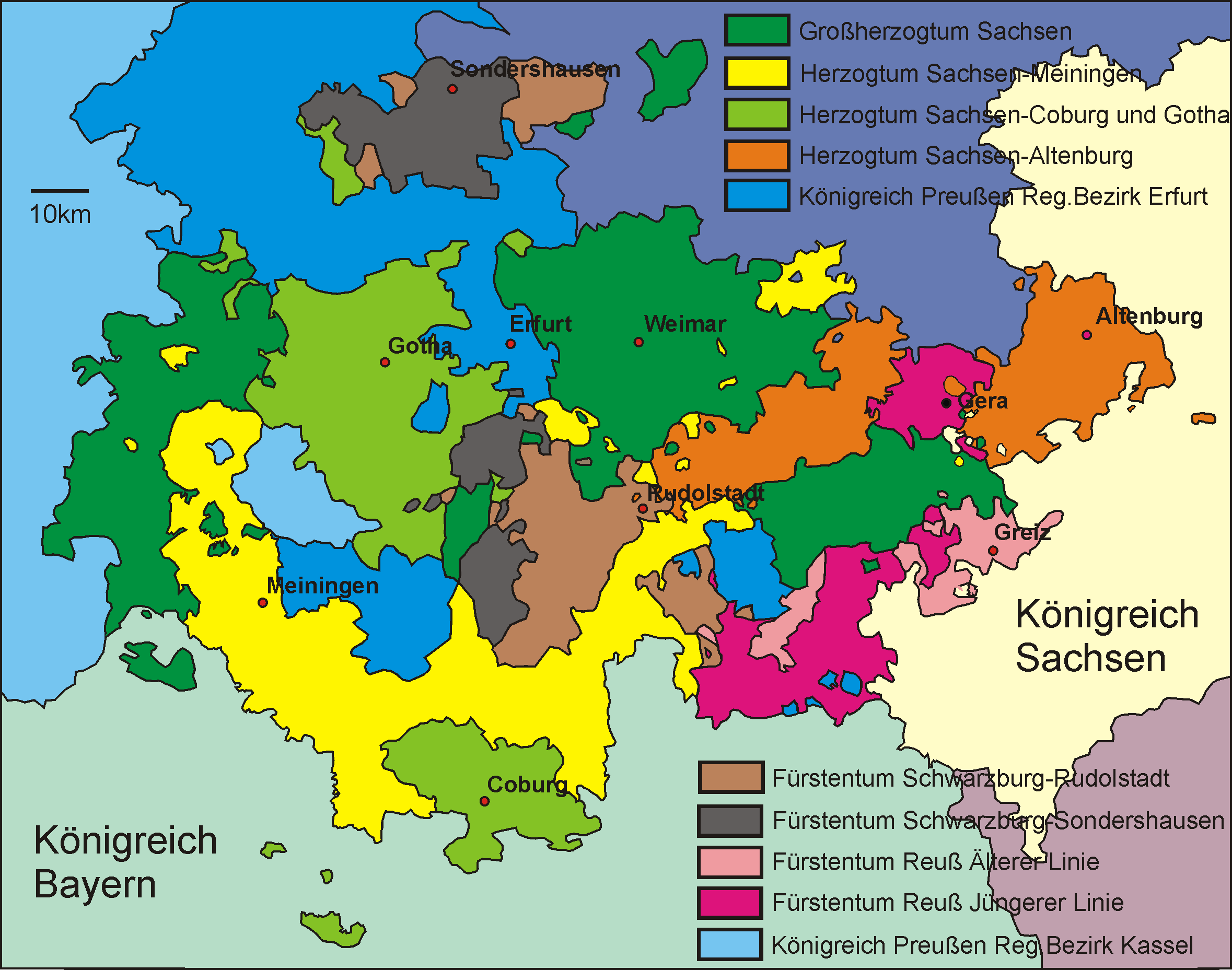
Durynské státy v roce 1910
Výmar-Eisenach
Koburg a Gotha
Meiningen
Altenburg